# Burlövs egnahem
Burlövs egnahem – miejscowość (tätort) w Szwecji, w regionie administracyjnym (län) Skania, w gminie Burlöv.
Według danych Szwedzkiego Urzędu Statystycznego liczba ludności wyniosła: 563 (31 grudnia 2015), 716 (31 grudnia 2018) i 741 (31 grudnia 2019).